# P5+1

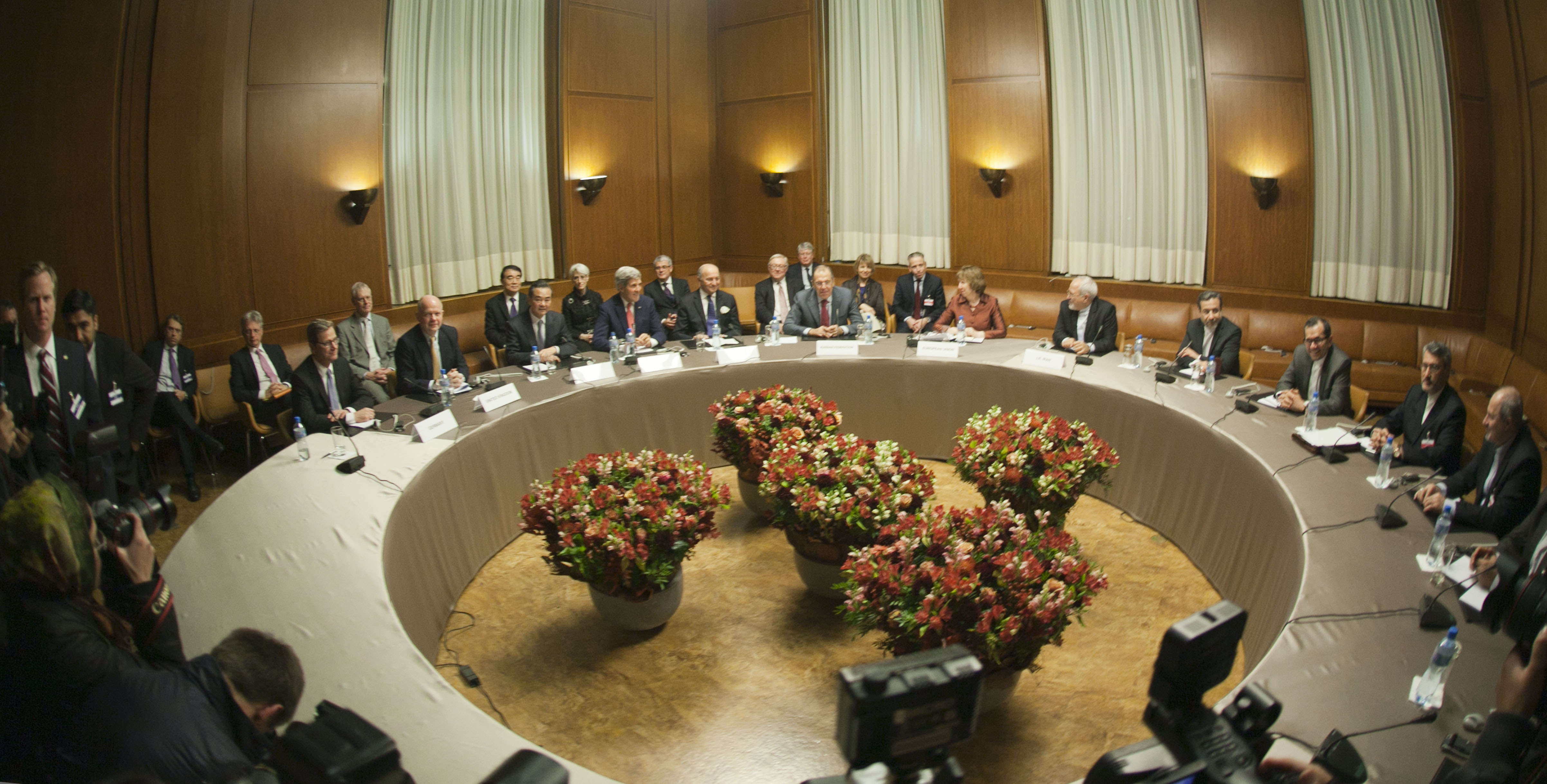
Les ministres des Affaires étrangères des nations du P5+1, le Haut Représentant de l'Union pour les affaires étrangères et la politique de sécurité, et le ministre iranien des Affaires étrangères en novembre 2013, lorsque le plan d'action conjoint, un accord intérimaire sur le programme nucléaire iranien, a été adopté à Genève.

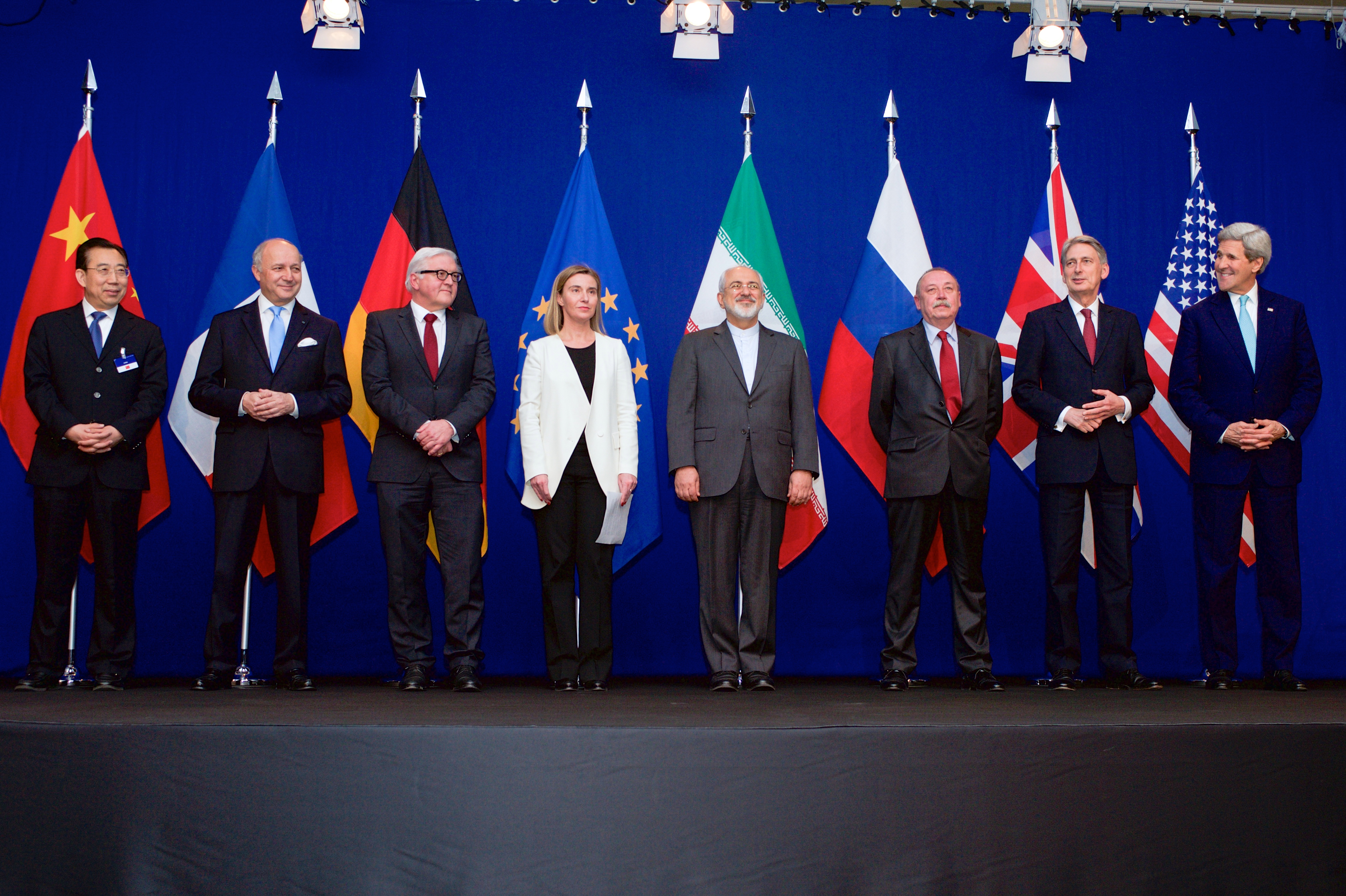
Les ministres des Affaires étrangères de la France, l'Allemagne, l'Union européenne, l'Iran, le Royaume-Uni et les États-Unis ainsi que des diplomates chinois et russes annonçant un accord-cadre pour le nucléaire iranien à Lausanne le 2 avril 2015. L'accord-cadre est devenu la base pour un accord final, le plan global d'action conjoint, qui a été approuvé le 15 juillet 2015.

Le P5+1 est un groupe de six grandes puissances qui, en 2006, ont mis en commun leurs efforts diplomatiques envers l'Iran à l'égard de son programme nucléaire. Il est composé des cinq membres permanents du conseil de sécurité des Nations unies — la Chine, la France, la Russie, le Royaume-Uni, et les États-Unis —, auxquels s'ajoute l'Allemagne. Le P5+1 est souvent désigné comme l'E3+3 par les pays européens (Allemagne, France et Royaume-Uni formant l'UE-3, plus Chine, États-Unis et Russie), et c'est aussi la nomenclature utilisée dans le texte des accords avec l'Iran.

## Histoire
En juin 2006, la Chine, la Russie et les États-Unis se sont joints aux trois pays de l'UE-3, qui étaient en train de négocier avec l'Iran depuis 2003 afin d'y offrir une autre proposition de négociations globales.
Jusque-là, le Conseil de sécurité des Nations unies avait adopté six résolutions en réponse au programme nucléaire iranien. La première résolution, #1696, a été adoptée en juillet 2006 et exige que l'Iran cesse ses activités liées à l'enrichissement de l'uranium et ainsi que ses activités de retraitement.
Les trois années suivantes ont vu l'adoption de trois autres résolutions, #1737 en décembre 2006, #1747 en mars 2007, et #1803 (en) en mars 2008. Ces dernières ont imposé des sanctions progressives aux particuliers iraniens et entités soupçonnées d'être impliqués dans des programmes relatifs au nucléaire iranien et à la balistique.
La résolution #1835 du Conseil de sécurité des Nations unies, adoptée en septembre 2008, a réaffirmé les exigences du Conseil de sécurité formulées dans la résolution #1696 de 2006, mais sans imposer de sanctions supplémentaires.
La dernière résolution du Conseil de sécurité, #1929, adoptée en juin 2010, a vu l'élargissement des sanctions contre l'Iran pour son manque de coopération et pour ses activités liées à l'enrichissement de l'uranium et de retraitement continues.

## Rôle de l'Allemagne
L'Allemagne est le principal partenaire commercial de l'Iran. Le programme nucléaire de l'Iran dépend principalement de produits et services allemands. Par exemple, les milliers de centrifugeuses utilisées pour enrichir l'uranium sont contrôlés par le logiciel "Simatic WinCC Step7" de Siemens,. Environ 50 entreprises allemandes ont leurs propres succursales en Iran, et plus de 12 000 entreprises ont leurs propres représentants commerciaux en Iran. Beaucoup de sociétés allemandes bien connues sont impliquées dans de grands projets d'infrastructures iraniennes, particulièrement dans le secteur de la pétrochimie, telles que Linde, BASF, Lurgi (de), Krupp, Siemens, ZF Friedrichshafen, Mercedes, Volkswagen et MAN (2008).
En 2005, l'Allemagne avait la plus grande part du marché d'exportation de l'Iran avec 5,67 milliards de dollars (14,4%). En 2008, les exportations allemandes vers l'Iran ont augmenté de 8,9 % et comprenait 84,7 % du volume des échanges commerciaux germano-iraniens totaux. Le volume du commerce bilatéral global jusqu'à la fin de Septembre 2008 s'éleva à 3.23 milliards d'euros, alors qu'il était de 2,98 milliards d'euros l'année précédente. La valeur des échanges commerciaux entre Téhéran et Berlin a augmenté de l'ordre de 4,3 milliards d'euros en 2009 jusqu'à près de 4,7 milliards d'euros en 2010.
L'Association des Chambres de commerce et d'industrie allemande a estimé que les sanctions économiques contre l'Iran peuvent coûter à l'Allemagne plus de 10.000 emplois et avoir un impact négatif sur la croissance économique de l'Allemagne. Les sanctions devraient particulièrement affecter les entreprises allemandes de taille moyenne, qui dépendent fortement du commerce avec l'Iran. Un changement des relations commerciales entre l'Allemagne et l'Iran a été observé, concernant aussi bien des affaires à long terme qu'à court terme, et aussi bien des grandes entreprises que des entreprises moyennes. Ces dernières avaient dernièrement moins d'intérêts commerciaux aux États-Unis et sont ainsi moins sujettes à la pression politique des États-Unis.

## Accord préliminaire de 2013
Un cycle de débats entre l'Iran et le P5+1, présidé par la Haute Représentante de l'UE Catherine Ashton, a eu lieu à Almaty les 26 et 27 février 2013. Après que des débats d'experts à Istanbul se soient déroulés les 17 et 18 mars 2013, les deux parties ont accepté de se réunir à nouveau dans la ville les 5 et 6 avril, afin de poursuivre les pourparlers.
Lors d'une réunion suivante, le 16 octobre 2013 à Genève, l'Iran a déclaré qu'il pourrait autoriser des visites inopinées de ses sites nucléaires comme une « dernière étape » dans une proposition pour résoudre les différends avec l'Occident. L'abaissement des niveaux d'enrichissement d'uranium pourrait également faire partie d'un accord final, selon un haut responsable iranien.
Le 24 novembre 2013, un accord provisoire a été conclu entre les pays du P5+1 et l'Iran à Genève, en Suisse. Il devrait conduire à un gel de six mois et au démantèlement partiel du programme nucléaire iranien en échange de la diminution de sanctions économiques sur l'Iran, les pays œuvrant à un accord à long terme. Il s'agit du premier accord formel entre les États-Unis et l'Iran en 34 ans.

## Négociations de 2014 dans la perspective d'un accord global
Le sous-secrétaire d'État aux affaires politiques et négociateur en chef avec l'Iran, Wendy Sherman, a affirmé lors d'une audience devant le Sénat que le programme de missiles balistiques de l'Iran serait examiné dans le cadre d'un accord nucléaire complet. Le 10 février 2014, le ministre de la Défense iranien a déclaré que l'Iran avait réussi un tir d'essai, à l'aide de deux nouveaux missiles de fabrication nationale. Le lendemain, l'Iran a défini des « limites infranchissables » concernant son programme de missiles balistiques, de sites atomiques et d'enrichissement en uranium. Le 18 février 2014, le ministre adjoint des Affaires étrangères Abbas Araqchi, également négociateur nucléaire iranien, a déclaré que « les problèmes liés à la défense du territoire sont une limite infranchissable pour l'Iran » et que Téhéran « ne permettra pas qu'ils soient remis en cause lors de négociations futures ».
Les hauts fonctionnaires du P5+1 et l'Iran se sont réunis du 18 au 20 février 2014 à Vienne et sont convenus d'un cadre pour les négociations futures. Le P5+1 et l'Iran se préparent à des réunions mensuelles pour tenter de forger un accord global final. La prochaine série de réunions mensuelles de haut niveau était prévue du 17 au 20 mars 2014 à Vienne,.
L'ancien ambassadeur israélien à l'ONU, Dore Gold, a affirmé que l'accord global négocié entre l'Iran et le P5+1 a été axé sur une plus grande transparence au lieu d'une réduction de la capacité nucléaire. L'ancien fonctionnaire du département d'État américain et conseiller sur le programme nucléaire iranien, Robert Einhorn, a déclaré qu'un tel accord aurait besoin à la fois d'accroître la transparence et de retarder un éventuel franchissement du seuil nucléaire par l'Iran.